# Nolandida
Nolandida  es un grupo de amebas del filo Amoebozoa. Comprende el género Nolandella, amebas marinas de tipo Limax (esto es, con forma alargada, tipo babosa), sin subseudopodia espinosa.